# Sarnów (gromada w powiecie łukowskim)
Sarnów – dawna gromada, czyli najmniejsza jednostka podziału terytorialnego Polskiej Rzeczypospolitej Ludowej w latach 1954–1972.
Gromady, z gromadzkimi radami narodowymi (GRN) jako organami władzy najniższego stopnia na wsi, funkcjonowały od reformy reorganizującej administrację wiejską przeprowadzonej jesienią 1954 do momentu ich zniesienia z dniem 1 stycznia 1973, tym samym wypierając organizację gminną w latach 1954–1972.
Gromadę Sarnów z siedzibą GRN w Sarnowie utworzono – jako jedną z 8759 gromad na obszarze Polski – w powiecie łukowskim w woj. lubelskim na mocy uchwały nr 13 WRN w Lublinie z dnia 5 października 1954. W skład jednostki weszły obszary dotychczasowych gromad Sarnów i Kierzków ze zniesionej gminy Tuchowicz oraz obszary dotychczasowych gromad Szczygły Dolne i Szczygły Górne ze zniesionej gminy Łuków w tymże powiecie. Dla gromady ustalono 14 członków gromadzkiej rady narodowej.
1 stycznia 1958 z gromady Sarnów wyłączono wieś Szczygły Górne, włączając ją do gromady Ryżki w tymże powiecie.
1 stycznia 1960 gromadę zniesiono, włączając jej obszar do gromad Domaszewnica (wieś Sarnów oraz kolonie Sarnów i Borowina) i Ryżki (wsie Kierzkówka i Szczygły Dolne oraz kolonię Kierzków) w tymże powiecie.